# Vandana Shiva
Pour les articles homonymes, voir Shiva (homonymie).
Vandana Shiva, née le 5 novembre 1952 à Dehradun (Uttarakhand), est une féministe et écoféministe indienne.
Elle dirige la Fondation de la recherche pour la science, les technologies et les ressources naturelles (Research Foundation for Science, Technology and Natural Resource Policy). Elle a reçu le Right Livelihood Award en 1993.

## Biographie
Après avoir obtenu une licence de physique en 1972, puis un master en 1974, à l'université du Panjab, à Chandigarh en Inde, Vandana Shiva poursuit ses études au Canada. Elle y obtient un master de philosophie des sciences à l’université de Guelph en 1977, puis un doctorat dans la même discipline obtenu en 1978 à l'université de Western Ontario. Elle réoriente ensuite ses recherches dans le domaine des politiques environnementales à l'Indian Institute of Science.
Elle est l'une des chefs de file des écologistes de terrain et des altermondialistes au niveau mondial, notamment pour la promotion de l'agriculture paysanne traditionnelle et biologique, en opposition à la politique d'expansion des multinationales agro-alimentaires et au génie génétique. Elle lutte contre le brevetage du vivant et la biopiraterie.
Dès les années 1980, elle a été très active dans le « Narmada Bachao Andolan » (Mouvement Sauvons le Narmada) qui s'oppose à la construction d'énormes barrages sur la rivière Narmadâ, barrages bouleversant les écosystèmes et obligeant aux déplacements de millions de paysans pauvres.
En 1991, Vandana Shiva fonde l'association « Navdanya (« Neuf semences ») », association pour la conservation de la biodiversité dans les pratiques agricoles.
Elle est membre du comité de parrainage du Tribunal Russell sur la Palestine dont les travaux ont commencé le 4 mars 2009.

### Engagements et positions anti-scientifiques

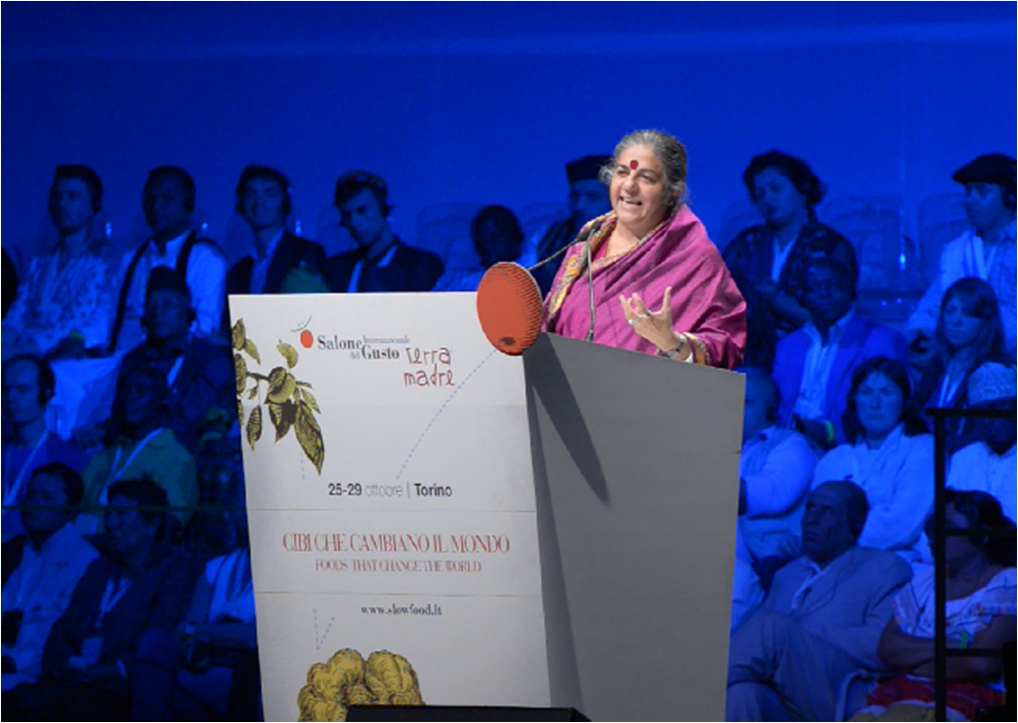
Intervention de Vandana Shiva au - Terra Madre 2012, Turin.

Tout en poursuivant sa lutte contre l'introduction des OGM dans son pays,, Vandana Shiva s'engage en faveur de la paix, la biodiversité et du droit des peuples de disposer d'eux-mêmes.
En 2001, Vandana Shiva, avec quatorze lauréats du Right Livelihood Award et du Prix Goldman, demande au Congrès mexicain  la reconnaissance constitutionnelle des peuples autochtones et de leurs  droits, en insistant sur leur rôle dans le développement et la conservation de la biodiversité naturelle et culturelle. En 2004, après deux ans de combat, Vandana Shiva obtient la fermeture de l'usine Coca-Cola du Kerala.
Sa fondation de recherche surveille les activités liées aux OGM depuis 1997 et mène une campagne anti-OGM au niveau national et international. Elle accuse les OGM du coton Bt introduits en 2002 d'être responsable des suicides des paysans indiens qui se seraient endettés et n'auraient pas eu les rendements prévus. Ces accusations sont reprises par diverses organisations, par exemple par le Centre pour les droits de l’Homme et la justice mondiale (CHRGJ) de la faculté de droit de l'Université de New York (NYU) dans un rapport datant de 2011 (dont la co-autrice, la professeure Smita Narula évoque dans une vidéo le rôle des OGM dans la recrudescence des suicides chez les paysans indiens). Mais les études portant sur les suicides d'agriculteurs en Inde réfutent ces affirmations, constatant qu'il n'y a pas eu d'augmentation du taux de suicides depuis l'adoption massive du coton Bt en 2002,, l'une d'elles indiquant même une diminution du taux de suicides à partir de 2005. La principale cause des suicides serait en réalité un surendettement des agriculteurs, induit par un ensemble de facteurs incluant le manque d'irrigation ou la diminution des prêts accordés aux agriculteurs. Les théories de Vandana Shiva concernant une supposée forme de « totalitarisme alimentaire » orchestrée selon elle par les laboratoires et certaines fondations caritatives sont donc contestées par certains scientifiques. Elle est également critiquée pour ses positions qualifiées d'anti-scientifiques. Elle affirme notamment que les vaccins peuvent causer l'autisme[source insuffisante].

## Œuvres
- Mémoires Terrestres, trad. Marin Schaffner, Rue de l'Echiquier/Wildproject, 2023.  (ISBN 978-2-374254-098) présentation éditeur.
- Restons vivantes, trad. Agnès El Kaïm, Rue de l'Echiquier, 2022 (1988).  (ISBN 978-2-37425-285-8)
- Monocultures de l'esprit, trad. Marin Schaffner, Marseille, Wildproject, 2022 (1993).  (ISBN 978-2-381140-339) présentation éditeur.
- The Violence of the Green Revolution - Third World Agriculture, Ecology and Politics, Paperback, 1991, 264 p.
- Ecoféminisme (1993) avec Maria Mies  (ISBN 2738471773)
- Vandana Shiva, Ethique et agro-industrie. Main basse sur la vie, L'Harmattan, 1996, 128 p. (ISBN 978-2-7384-4409-7)
- Vandana Shiva, Le terrorisme alimentaire, Fayard, 2001, 197 p. (ISBN 978-2-213-61080-1)
- Vandana Shiva, La Guerre de l'eau : Privation, pollution et profit, Parangon, 2003, 162 p. (ISBN 978-2-84190-097-8)
- India Divided, Seven Stories Press, 2005
- Globalization's New Wars: Seed, Water and Life Forms Women Unlimited, New Delhi, 2005  (ISBN 81-88965-17-0)
- Earth Democracy; Justice, Sustainability, and Peace, South End Press, 2005  (ISBN 0-89608-745-X)
- Manifestos on the Future of Food and Seed, editor, South End Press 2007  (ISBN 978-0-89608-777-4)
- Democratizing Biology: Reinventing Biology from a Feminist, Ecological and Third World Perspective, author, Paradigm Publishers 2007  (ISBN 978-1-59451-204-9)
- Soil Not Oil, South End Press, 2008  (ISBN 978-0-89608-782-8)
- Biopiracy: The Plunder of Nature & Knowledge, Natraj Publishers, 2011  (ISBN 978-8-18158-160-0)
- Making Peace With The Earth, Pluto Press, 2013  (ISBN 978-0-7453-33762)
- "Etreindre les arbres", dans Reclaim. Recueil de textes écoféministes choisis et présentés par Emilie Hache, Paris, Cambourakis, 2016
- 1 % : Reprendre le pouvoir face à la toute-puissance des riches, Rue de l’Échiquier, 2019

## Médias
Un monde à vendre (titre anglais : Life running out of control), film de Bertram Verhaag et Gabriele Kröber de 2004, diffusé sur Arte le 11 mars 2004 et le 9 février 2006, relate son combat
Vandana Shiva apparait en outre dans les films documentaires suivants :
- Dalai Lama Renaissance[22].
- Solutions locales pour un désordre global de Coline Serreau.
- Le Monde selon Monsanto de Marie-Monique Robin.
- The True Cost d'Andrew Morgan.
- En quête de sens de Nathanaël Coste et Marc de la Ménardière.
- Demain de Mélanie Laurent et Cyril Dion.
- La Guerre des graines de Stenka Quillet et Clément Montfort[23].
- SEED: The Untold Story de Taggart Siegel et Jon Betz.
- Internet ou la révolution du partage (55 min) de Philippe Borrel version courte de son film La bataille du Libre (87 min) aka Hacking for the Commons .
- Haro sur l'eau (91 min) de Manuel Daubenberger et Felix Meschede (Allemagne 2023, diffusé sur Arte le 08/07/2024)

## Distinctions

### Prix et récompenses
- 1993 : Right Livelihood Award « pour avoir placé les femmes et l'écologie au cœur du discours sur le développement moderne »
- 2007 : Prix de la Planète bleue[24]
- 2010 : Prix Sydney de la paix[25]
- 2008 : LennonOno Grant for Peace (en)
- 2011 : Prix Thomas Merton
- 2012 : Prix de la culture asiatique de Fukuoka
- 2012 : Das Glas der Vernunft (de)
- 2016 : MIDORI Prize for Biodiversity [26]
- 2016 : Prix Danielle Mitterrand, de la Fondation France Libertés
- 2019 : BBC 100 Women

### Honneurs
Elle est docteur honoris causa de :
- l'Université Paris X ( France, 2010)[27]
- l'Université de Toronto en Droits ( Canada, 12 novembre 2012)[28]
- l'Université d'Oslo ( Norvège)
- l'Université Western Ontario ( Canada)
- Connecticut College (en) ( États-Unis)
- l'Université de Guelph ( Canada)
- l'Université de Florence ( Italie)

### Sources et bibliographie
- Lionel Astruc (2014) Vandana Shiva, Pour une désobéissance créatrice (entretiens), Domaine du  possible, Acte Sud
- Aude Vincent (2013) chapitre Vandana Shiva dans Radicalité - 20 penseurs vraiment critiques, dir. Cédric Biagini, Patrick Marcolini et Guillaume Carnino, éditions l'Echappée  (ISBN 291583041X)
- Vandana Shiva, victoires d'une Indienne contre le pillage de la biodiversité, éd. Terre Vivante, 2011 (préface de José Bové)  (ISBN 978-2-36098-043-7)
- Ecoféminisme (1993) avec Maria Mies  (ISBN 2738471773)
- Le terrorisme alimentaire - Comment les multinationales affament le tiers-monde (2001) avec Marcel Blanc  (ISBN 2213610800)
- (fr + en) La vie n'est pas une marchandise : La dérive des droits de propriété intellectuelle [« Protect or plunder »] (trad. de l'anglais), Paris/Tunis/Abidjan, Éditions de l’Atelier et Éditions Charles Léopold Mayer (France), Éditions Céres (Tunisie), Éditions Ruisseaux d’Afrique (Bénin), Presses Universitaires d’Afrique (Cameroun), Éditions Écosociété (Canada), Éditions Éburnie (Côte d’Ivoire), Éditions Ganndal (Guinée), Éditions Jamana (Mali), Éditions Tarik (Maroc), Éditions d’En-Bas (Suisse), coll. « Enjeux Planète », 2003, 332 p. (ISBN 2-7082-3691-1, présentation en ligne)Premier ouvrage publié sous le label « Livre équitable »
- La biopiraterie ou le pillage de la nature et de la connaissance  (ISBN 2847260072)
- L'eau, source de vie, source de conflits : 15e carrefour Le Monde diplomatique Carrefours de la pensée, avec  Jean-Pierre Gélard, Martine Bulard, et Daniel Zimmer, 2006, PU Rennes
- Geseko von Lüpke et Peter Erlenwein (trad. de l'allemand), "Nobel" alternatif : 13 portraits de lauréats, Sète, La Plage, 2008, 213 p. (ISBN 978-2-84221-191-2)

### Documentaires
- Solutions locales pour un désordre global de Coline Serreau sorti le 7 avril 2010, distribué par Memento film. Synopsis : Le dérèglement écologique mondial est une conséquence directe de notre système de production et de consommation. Il en résulte une crise profonde des ressources de la terre qui menace gravement la sécurité alimentaire de la planète. Pourtant, des solutions existent. Et toutes se fondent sur l'élaboration d'un autre type de société... Il est urgent de présenter ces alternatives qui promettent de sauver la planète et l'humanité par la même occasion !
- Demain de Cyril Dion et Mélanie Laurent sorti le 2 décembre 2015, distribué par Mars Distribution. Synopsis : L'essentiel du film est un road movie qui fait découvrir, en cinq volets thématiques (alimentation, énergie, économie, démocratie, éducation) , des exemples de réponses concrètes face aux problèmes environnementaux et sociaux du début du XXIe siècle. L'équipe du film se rend dans dix pays, à la rencontre de citoyens qui mettent en œuvre des initiatives : en France métropolitaine et à La Réunion, en Finlande, au Danemark, en Belgique, en Inde du Sud, en Grande-Bretagne, aux États-Unis, en Suisse, en Suède et en Islande.
- En quête de sens de Nathanaël Coste et Marc de la Ménardière sorti le 28 janvier 2015, distribué par Kamea Meah Films. Synopsis : Deux amis d'enfance décident de tout quitter pour prendre la route et questionner la marche du monde. Sur leur chemin, ils vont à la rencontre des grands penseurs d'aujourd'hui (philosophes, activistes, scientifiques, sages...) afin de comprendre ce qui conduit aux crises actuelles. À travers leur voyage de 6 mois sur différents continents, les deux amis partagent leur remise en question et donnent des pistes de réflexion pour la construction du monde de demain.
- The Seeds of Vandana Shiva : when you control seeds you control life on earth (Les graines de Vandana Shiva : quand vous contrôlez sur les graines, vous contrôlez la vie sur Terre) de Camilla et James Becket, sorti en 2022, distribué par vandanashivamovie[29]. Synopsis : ce documentaire raconte comment la fille obstinée d'un conservateur des forêts de l'Himalaya est-elle devenue le pire cauchemar de Monsanto. Il raconte la vie de l'éco-activiste gandhienne Dr. Vandana Shiva : comment elle s'est opposée aux Goliaths de l'agriculture industrielle, s'est hissée au rang de leader dans le domaine de la protection de l'environnement et de la santé publique, est devenue une figure de proue du mouvement pour une alimentation écologique, et inspire une croisade internationale pour le changement. Il existe une bande annonce en VOSTFR (version originale sous-titrée en français)[30].

### Autres sources
- (de) Doris Mikschy, « Actes de la conférence « Alternative » », in : Conférence « Alternative » organisée par l'Institut Goethe et la ville de Munich, du 8 au 12 mars 2005, sur e, 2005 (consulté le 17 février 2010)
- (de) « Lettre ouverte au gouvernements iraqien et américain à propos de l'article 81, », in : Site officiel de, sur e, Global Challenges Network, 2005 (consulté le 17 février 2010)
- (en) « Lettre ouverte au Congrès mexicain »(Archive.org • Wikiwix • Archive.is • Google • Que faire ?), in : Site officiel, sur g, ETC Group (AGETC) (en) Ottawa, 2001 (consulté le 17 février 2010)

- (en) Vandana Shiva page, sur thirdworldtraveler.com
- (en) Interview de Vandana Shiva, par Nic Paget-Clarke (Johannesburg, South Africa), 2002, sur inmotionmagazine.com
- Les exportations à tout prix : la recette du libre-échange proposée par Oxfam pour le Tiers-Monde, article de Vandana Shiva, 31 mai 2002, sur attac.org
- Vandana Shiva : "Ambassadrice de la famine ?  (http://www.geneticliteracyproject.org/2014/11/18/vandana-shiva-ambassador-of-famine/)
- (en) « International Advisory Council », 350.org (consulté le 16 juin 2015)